# Victoria Dockside
Le Vistoria Dockside est un gratte-ciel de 273 mètres construit en 2017 à Hong Kong.